# Епелет
Епелет (фр. Espelette, Баск. Ezpeleta) је насељено место у Француској у региону Аквитанија, у департману Атлантски Пиринеји.
По подацима из 2011. године у општини је живело 2006 становника, а густина насељености је износила 74,71 становника/km².

## Демографија
| 1990. | 2011. |
| ----- | ----- |
| 1.661 | 2.006 |